# Безсоромна мандрівка
«Безсоромна мандрівка» (англ. Snatched, робоча назва «Донька/Матір» (англ. Mother/Daughter)) — американськ кінокомедія режисера Джонатана Левайна, що вийшла у світ 2017 року. Стрічка розповідає про викрадення доньки і матері під час їхнього відпочинку в Еквадорі. У головних ролях Емі Шумер, Голді Гоун, Крістофер Мелоні.
Прем'єра фільму відбулася 11 травня 2017 року у низці країн світу, а в Україні у широкому кінопрокаті показ фільму розпочався 22 червня 2017 року.

## У ролях
| Актор            | Персонаж       | Роль        |
| ---------------- | -------------- | ----------- |
| Емі Шумер        | Емілі Мідлтон  |             |
| Голді Гоун       | Лінда Мідлтон  | матір Емілі |
| Айк Барінхолц    | Джефрі Мідлтон | брат Емілі  |
| Ванда Сайкс      | Рут            |             |
| Джоан К'юсак     | Барб           | подруга Рут |
| Крістофер Мелоні | Роджер Сіммонс |             |
| Оскар Хаенада    | Моргадо        |             |
| Аль Мадрігал     |                | посол       |

## Створення фільму

### Знімальна група
- Кінорежисер — Джонатан Левайн
- Сценарист — Кеті Діппольд
- Кінопродюсери — Пітер Чернін, Пол Фейг, Джессі Гендерсон і Майкл Крузен
- Виконавчий продюсер — Дональд Джей Лі-молодший
- Кінооператор — Флоріан Бальхаус
- Кіномонтаж — Зін Бейкер
- Художник-постановник — Марк Рікер
- Артдиректори — Кевін Констант
- Художник по костюмах — Ліса Еванс[6].

## Сприйняття

### Оцінки і критика
Від кінокритиків фільм отримав змішані і погані відгуки: Rotten Tomatoes дав оцінку 36 % на основі 174 відгуків від критиків (середня оцінка 5,1/10). Загалом на сайті фільм має погані оцінки, фільму зарахований «гнилий помідор» від фахівців, Metacritic — 45/100 на основі 40 відгуків критиків. Загалом на цьому ресурсі від фахівців фільм отримав змішані відгуки.
Від пересічних глядачів фільм теж отримав змішані відгуки: на Rotten Tomatoes 33 % зі середньою оцінкою 2,5/5 (13 598 голосів), фільму зарахований «розсипаний попкорн», на Metacritic — 2,5/10 на основі 76 голосів, Internet Movie Database — 4,7/10 (37 тисяч голосів).

### Касові збори
Під час показу у США, що розпочався 12 травня 2017 року, протягом першого тижня фільм був показаний у 3 501 кінотеатрі і зібрав 19 542 248 $, що на той час дозволило йому зайняти 2 місце серед усіх прем'єр. Станом на 21 червня 2017 року фільм зібрав у прокаті в США 45 461 319 доларів США (за іншими даними 45 476 933 долари США), а у решті світу 12 027 345 $ (за іншими даними 10 319 674 долари США), тобто загалом 57 488 664 долари США (за іншими даними 55 796 607 доларів США) при бюджеті 42 млн доларів США.

### Виноски
1. 1 2 3  Викрадені. Ukrainian Film Distribution. Архів оригіналу за 20 червня 2017. Процитовано 20 червня 2017.
2. 1 2  Snatched: Release Info (англ.). Internet Movie Database. Архів оригіналу за 29 грудня 2016. Процитовано 21 грудня 2016.
3. 1 2  Викрадені. Kino-teatr.ua. Архів оригіналу за 3 травня 2017. Процитовано 20 червня 2017.
4. 1 2 3 4 5  Snatched (англ.). Box Office Mojo. Архів оригіналу за 3 серпня 2018. Процитовано 23 червня 2017.
5. 1 2 3 4 5  Snatched (2017) (англ.). The Numbers. Архів оригіналу за 25 червня 2017. Процитовано 23 червня 2017.
6. ↑  Snatched: Full Cast & Crew (англ.). Internet Movie Database. Архів оригіналу за 21 грудня 2016. Процитовано 21 грудня 2016.
7. 1 2  Snatched (англ.). Rotten Tomatoes. Процитовано 23 червня 2017.
8. 1 2  Snatched (англ.). Metacritic. Архів оригіналу за 25 липня 2018. Процитовано 23 червня 2017.
9. ↑  Levine, Jonathan; Hawn, Goldie; Caramele, Kim (12 травня 2017), Snatched, Chernin Entertainment, Feigco Entertainment, Twentieth Century Fox, процитовано 12 серпня 2023